# El espejo y la máscara
El espejo y la máscara es un cuento del escritor argentino Jorge Luis Borges que integra El libro de arena, colección de cuentos y relatos publicada en 1975.
Se trata del séptimo cuento de ese volumen, presenta ciertas similitudes con otros relatos de Borges, en particular la búsqueda del texto que revele lo absoluto, o la obsesión destructiva que despierta un objeto ('El Zahir). En La biblioteca de Babel se encuentra la siguiente cita, que anticipa este cuento:
En algún anaquel de algún hexágono (...) debe existir un libro que sea la cifra y el compendio perfecto de todos los demás: algún bibliotecario lo ha recorrido y es análogo a un dios.

## Sinopsis
El cuento narra el encuentro entre el Alto Rey y el Poeta luego de la Batalla de Clontarf, en el que el primero le encarga al segundo que cante su victoria y su gloria, le concede un año de plazo. Cumplido ese año, el poeta recita un poema perfecto según todos los cánones del arte. El Rey le agradece y le obsequia un espejo de plata, para luego encargarle un nuevo poema al cabo de un nuevo año.
El poeta vuelve con una obra imperfecta de acuerdo a las convenciones, pero que «aniquila» todo lo anterior, «maravilla y deslumbra». El Rey le obsequia una máscara de oro y le encarga el tercer poema.
Un año más tarde vuelve el poeta, pálido y temeroso, y pronuncia ante el Rey la única línea de su nueva obra. 
El Rey le obsequia una daga, con la que el poeta se suicida, y él se convierte en un mendigo que recorre su antiguo reino sin repetir jamás el poema final.
- Datos: Q5824936